# 中原駅
中原駅（なかばるえき）は、佐賀県三養基郡みやき町大字原古賀にある、九州旅客鉄道（JR九州）長崎本線の駅である。駅番号はJH04。

## 歴史
- 1891年（明治24年）8月20日：九州鉄道（初代）の駅として開設[2]。
- 1907年（明治40年）7月1日：九州鉄道が国有化され帝国鉄道庁が所管[2]。
- 1962年（昭和37年）2月15日：貨物取扱廃止[2]。
- 1974年（昭和49年）3月5日：業務委託駅化[3][4]。
- 1984年（昭和59年）2月1日：荷物扱い廃止[2]。
- 1985年（昭和60年）1月20日：無人駅化[5]。
- 1987年（昭和62年）4月1日：国鉄分割民営化によりJR九州に移管[2]。
- 2009年（平成21年）3月1日：ICカード「SUGOCA」の利用を開始[6]。
- 2022年（令和4年）3月11日：きっぷうりばの営業終了[7]。

## 駅構造
単式ホーム1面1線と島式ホーム1面2線、計2面3線を有する地上駅。互いのホームは跨線橋で連絡している。ホームは2両分が嵩上げされており、段差無しで乗降可能。
JR九州サービスサポートが受託する業務委託駅で、自動券売機が設置されている。SUGOCAの利用が可能であるが、カード販売は行わずチャージのみ取扱う 。トイレは男女別水洗式が設置されている。

### のりば
| のりば | 路線     | 方向 | 行先                           |
| ------ | -------- | ---- | ------------------------------ |
| 1      | 長崎本線 | 下り | 佐賀・江北・肥前鹿島・早岐方面 |
| 2・3   | 長崎本線 | 上り | 鳥栖・博多方面                 |

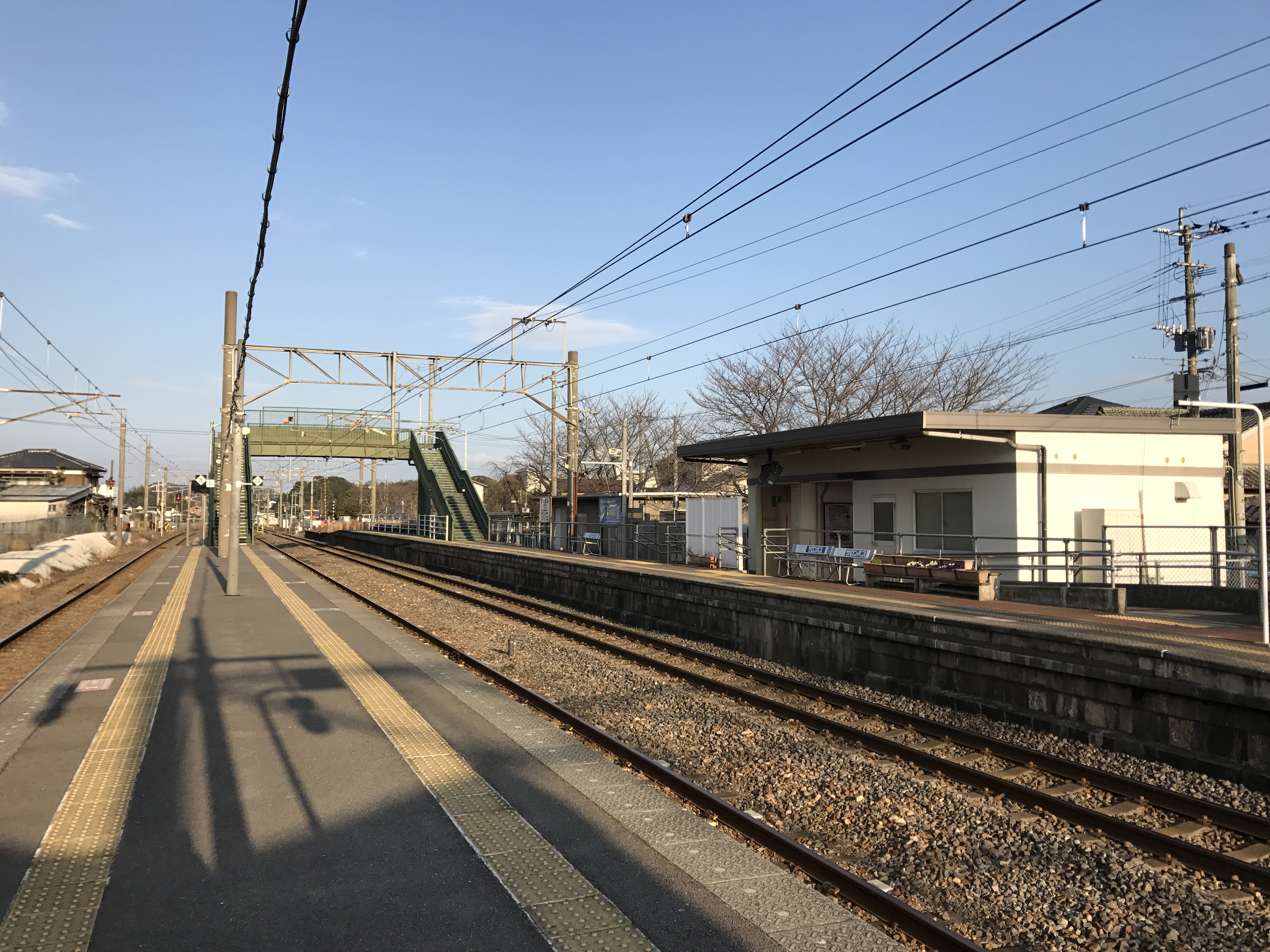
ホーム（2017年2月）
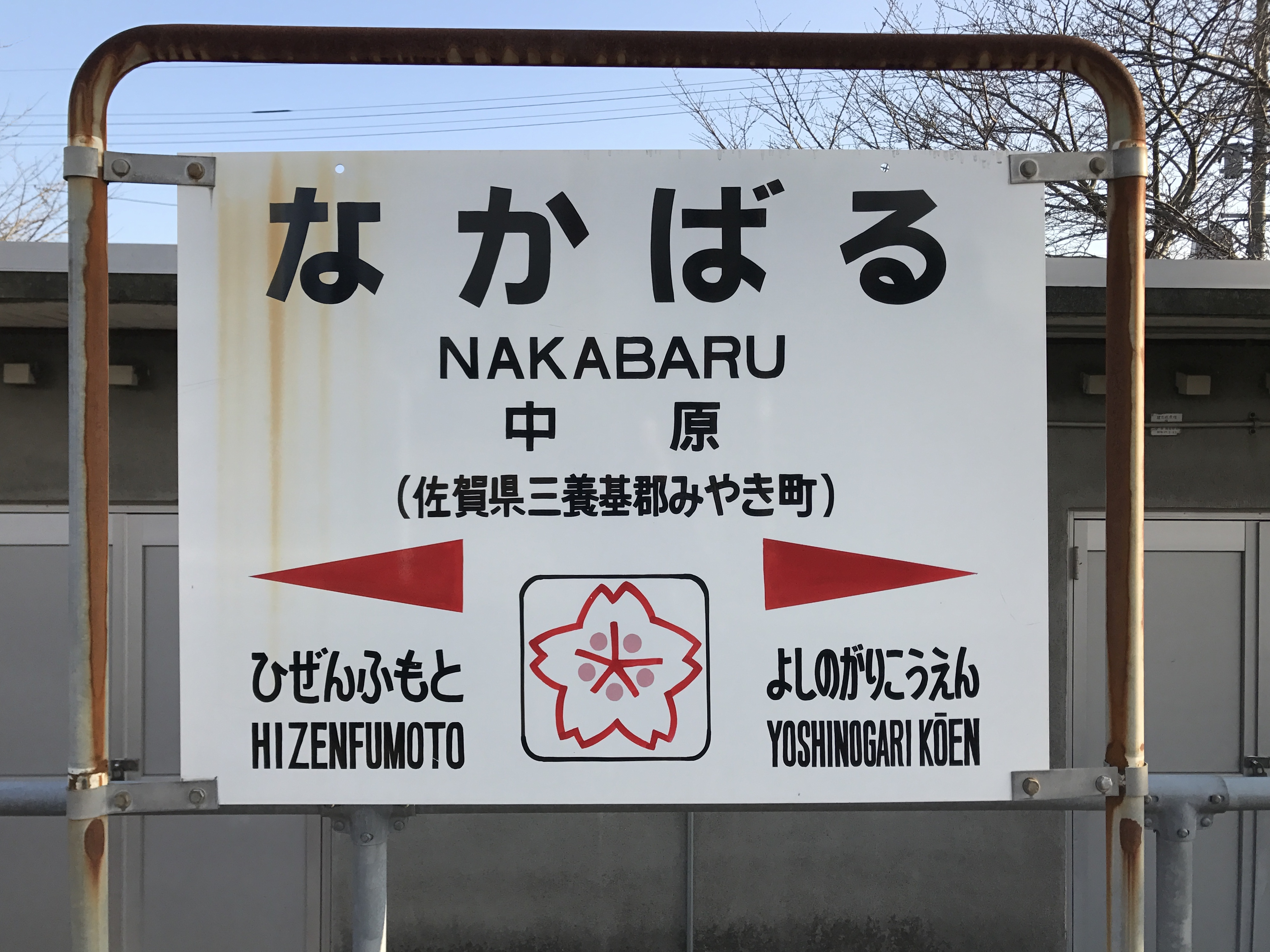
サクラが描かれた駅名標 （2017年2月）

## 利用状況
2011年度の1日平均乗車人員は1,018人である。
2023年度の1日平均乗車人員は1,016人である。
| 年度   | 1日平均 乗車人員 |
| ------ | ---------------- |
| 2000年 | 992              |
| 2001年 | 995              |
| 2002年 | 980              |
| 2003年 | 1,023            |
| 2004年 | 1,050            |
| 2005年 | 1,050            |
| 2006年 | 1,019            |
| 2007年 | 1,010            |
| 2008年 | 1,016            |
| 2009年 | 1,007            |
| 2010年 | 993              |
| 2011年 | 1,018            |
|        |                  |
| 2017年 | 1,087            |
| 2018年 | 1,058            |
| 2019年 | 1,055            |
| 2020年 | 920              |
| 2021年 | 977              |
| 2022年 | 987              |
| 2023年 | 1,016            |

## 駅周辺

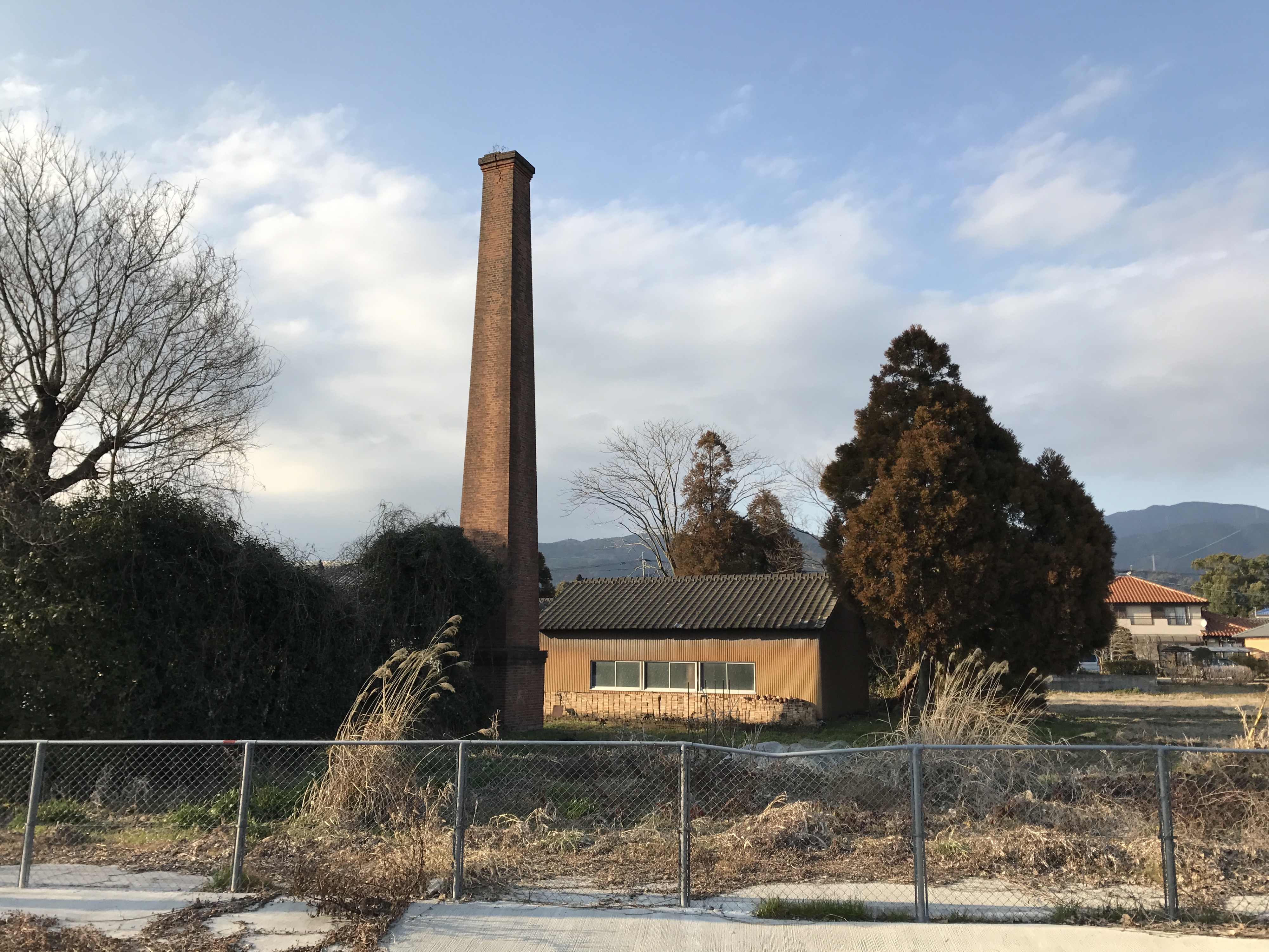
中原駅北の蝋燭工場跡地

住宅が多い。駅北側には昭和30年代まで盛んだった和蝋燭工場跡がありレンガ製の煙突が残る。
- みやき町中原庁舎
- 綾部神社（風の神様を祀る）
- 佐賀県立三養基高等学校
- 佐賀県立中原特別支援学校
- 国立病院機構東佐賀病院
- みやき町立中原小学校
- みやき町立中原中学校
- 肥前中原郵便局

### バス路線
- 西鉄バス佐賀「中原駅前」バス停 - 駅構内東端部の踏切付近にあり、駅舎から約150 m離れている。
  - [41] 綾部・山浦・鳥栖駅方面
  - [41] 中原・JR久留米駅・西鉄久留米駅方面
- みやき町コミュニティバス「JR中原駅」バス停 - 駅前
  - みやき中央線・中原線

## 隣の駅
九州旅客鉄道（JR九州）
 長崎本線
■区間快速（上りのみ運転）・■普通
肥前麓駅 (JH03) - 中原駅 (JH04) - 吉野ケ里公園駅 (JH05)